# Typ A (tramwaje w Monachium)
A – druga seria wagonów silnikowych systemu tramwajowego w Monachium. W przeciwieństwie o pierwszej monachijskiej generacji tramwajów typu Z, wagony typu A posiadały dwa wózki.
Pierwszych 100 wagonów podtypu A 1.1 zostało dostarczonych do Monachium w latach 1898–1899. W latach 1899–1902 zakupiono 150 kolejnych wagonów podtypu A 2.2. W latach 20. XX wieku przebudowano 54 wagony, zmniejszając liczbę okien bocznych z sześciu do trzech. Przerobione tramwaje oznaczono jako podtyp A 3.1 i A 4.2. W latach 1928–1960 wszystkie tramwaje typu A zostały wycofane z eksploatacji. Jeden wagon zachowano jako muzealny i można go oglądać w muzeum miejscowego przewoźnika MVG.
193 doczepy podtypu a 1.41 powstały z przerobionych tramwajów konnych. Niektóre z nich zostały później przebudowane na podtypy a 1.42 i a 1.43. W latach 1910–1932 doczepy a wycofano z eksploatacji i zastąpiono nowszymi modelami.

## Historia
Wskutek elektryfikacji sieci tramwajowej w Monachium pod koniec XIX wieku potrzebne były nowe wagony tramwajowe. Firma Münchner Trambahn AG rozważała zakup dodatkowych dwuosiowych tramwajów typu Z. Ze względu na rosnącą liczbę pasażerów w 1898 roku zdecydowano się na zakup większych, czteroosiowych wagonów. W latach 1898–1899 Waggonfabrik Josef Rathgeber dostarczyła 100 tramwajów podtypu A 1.1. W latach 1899–1902 wyprodukowano kolejnych 150 wagonów podtypu A 2.2. Pierwotny plan zakładał zbudowanie odpowiadających im wagonów doczepnych; zbudowano nawet jeden prototyp. Ponieważ koszty zakupu doczep były zbyt wysokie, Münchner Trambahn AG wykorzystało zamiast tego 193 wagony tramwaju konnego, które nazwano podtypem a 1.41. Zostały one zbudowane w latach 1876–1895 przez Henry Plas z Brukseli i Rathgebera, a także innych producentów, a w 1896 roku przebudowane na doczepy dla serii Z (wyposażono je m.in. w sprzęgi śrubowe).
Na początku swojej historii wagony A kursowały po większości linii bez doczep ze względu na większą pojemność niż wagony Z. W latach 1920–1921 monachijski przewoźnik przebudował 17 tramwajów podtypu A 1.1. Otrzymały one trzy okna zamiast sześciu i zostały zaklasyfikowane jako podtyp A 3.1. W ciągu następnych dziesięciu lat w 37 tramwajach podtypu A 2.2. przeprowadzono tę samą modernizację, po której otrzymały oznaczenie A 4.2. Około 1920 roku w 53 doczepach podtypu a 1.41 przebudowano wózki; po tej modernizacji doczepy oznaczono jako podtyp a 1.42. W kolejnych 23 doczepach podtypu a 1.41 zamontowano nowe wózki. Po modernizacji doczepy te oznaczono jako a 1.43. Pierwsze doczepy wycofano z eksploatacji w latach 1910–1911 z powodu uszkodzeń wózków i długiego czasu eksploatacji; zostały one zastąpione doczepami typu c 1.26. W latach 1926–1928 wszystkie doczepy podtypów a 1.43 oraz większość a 1.41 i a 1.42 wycofano z ruchu. Ostatnie doczepy zakończyły eksploatację w 1932 r. Na ich miejsce wprowadzono doczepy typów c-, e- i f.
W latach 1936–1937 wagony podtypu A 4.2 nr 216, 218, 238 i 243 przebudowano na dwa podwójne tzw. składy bliźniacze nr 351 i 352, które oznaczono jako Z 4.2. Poprzez skrócenie platform oraz wstawienie trojga drzwi możliwe było zwiększenie pojemności. Miejscowy przewoźnik rocznie planował poddawać przebudowie po 10 kolejnych tramwajów. Do tego jednak nie doszło, ponieważ odbieraki prądu przebudowanych wagonów często odłączały się od przewodów trakcyjnych, a motorniczowie nie byli w stanie w prosty sposób ich podłączyć. Wagony te wysyłano najczęściej na brygady szczytowe lub dodatkowe. Skład nr 351 uległ zniszczeniu w czasie II wojny światowej, skład nr 352 przetrwał wojnę i został wycofany z eksploatacji w 1954 r.
W sumie podczas II wojny światowej zniszczeniu uległy 73 wagony, większość strat dotyczyła podtypu A 2.2 (37 wagonów). Elementy zniszczonych tramwajów wykorzystano jako części zamienne lub do budowy wagonów technicznych. Po II wojnie światowej, ze względu na rosnące natężenie ruchu, wagony okazały się za małe i nie zapewniały już komfortu pasażerom. W 1950 roku tramwaje typu A eksploatowano na liniach 5, 12, 20 i 30. W lutym 1956 roku dw ruchu znajdował się ostatni wagon, przydzielony do linii 28, a od 1956 roku kilka egzemplarzy nadal służyło jako pojazdy techniczne. W 1960 roku wszystkie tramwaje serii A zostały wycofane. Wagon A 2.2 nr 256 zachował się jako muzealny i znajduje się w muzeum MVG. W 1976 roku tramwajowi przywrócono wygląd z 1925 roku. Jego maksymalna dopuszczalna prędkość eksploatacyjna wynosi 30 km/h ze względu na brak hamulca szynowego.

## Konstrukcja

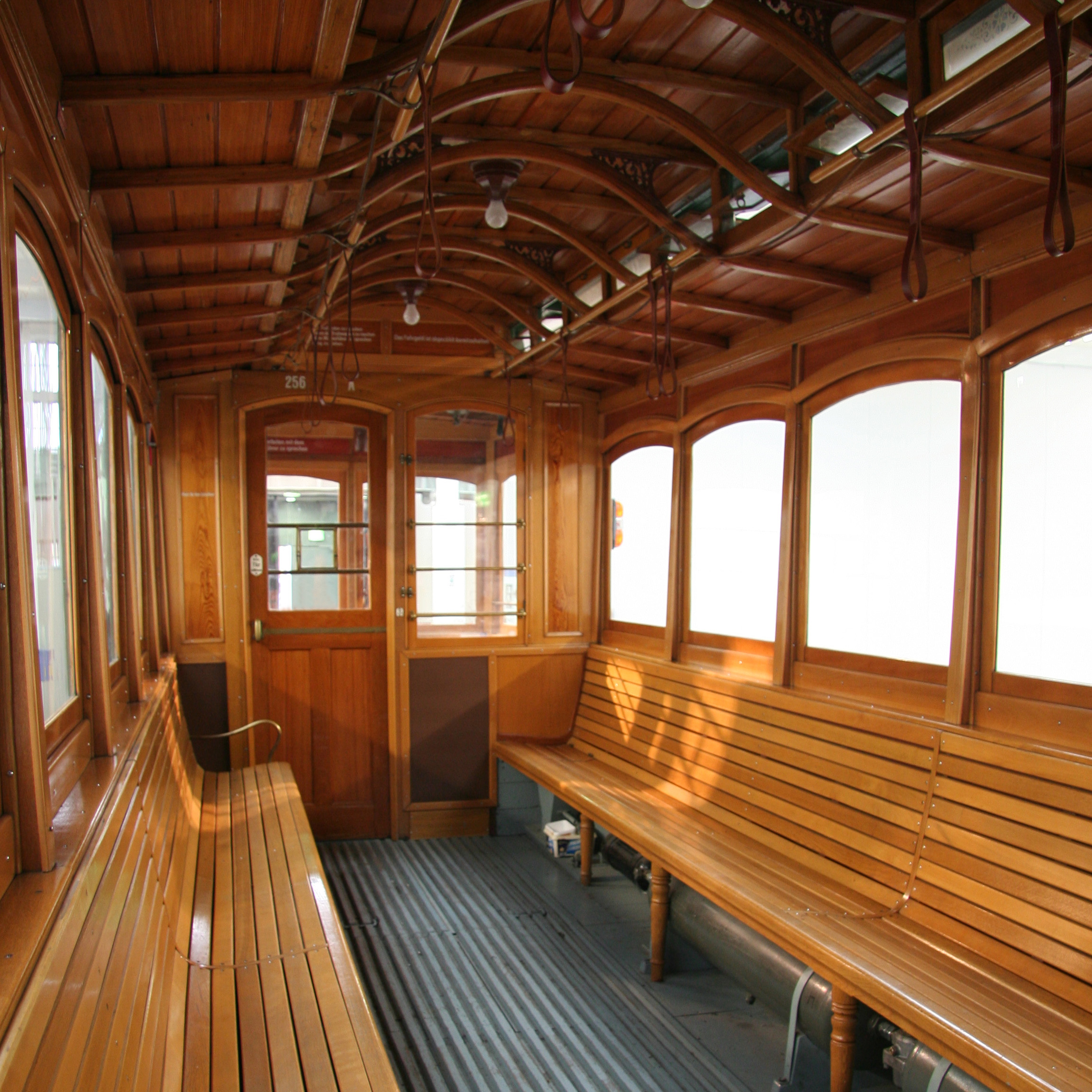
Wnętrze wagonu nr 256

Wszystkie wagony silnikowe typu A wyprodukował Rathgeber. Każdy z nich posiadał dwa wózki Maximum produkcji Bergische Stahlindustrie, co oznaczało, że każdy wózek miał jedną oś napędową i jedną toczną. Początkowo tramwaje były napędzane dwoma silnikami o mocy 25 KM (18 kW) każdy. Wagony typu A miały zamykane platformy i hamulce pneumatyczne. Wyposażenie elektryczne pochodziło z zakładów Siemens-Schuckertwerke, Allgemeine Elektricitäts-Gesellschaft i Bergmann Elektrizitätswerke. Drewniane ławki umieszczono prostopadle do kierunku jazdy, jednorazowo mieściły one 22 pasażerów. Poza tym w każdym tramwaju było 18 miejsc stojących. W latach 1910–1912 tramwaje otrzymały mocniejsze silniki 45 KM. Po modernizacji liczba miejsc siedzących i stojących zwiększyła się do 24. Tramwaje podtypów A 3.1 i A 4.2, powstałe w latach 20. XX wieku w wyniku modernizacji, otrzymały zamiast oryginalnych sześciu okien trzy większe okna w stalowych ramach. W 1939 r. zlikwidowano dwa miejsca siedzące kosztem miejsc stojących – ich liczba zwiększyła się do 32. W latach 50. XX wieku niektóre odbieraki pałąkowe zastąpiono nożycowymi. Poza tym niektóre wagony dostały nowsze silniki o jeszcze większej mocy.
Składy tzw. bliźniacze podtypu Z 4.2 miały cztery silniki o mocy 45 KM każdy. Ławki umieszczone bokiem do kierunku jazdy posiadały 44 miejsca siedzące. Dodatkowo składy mogły zabrać na pokład 36 osób na miejscach stojących.
Wagony doczepne podtypu a 1.41 powstawały od 1896 r. z wagonów tramwaju konnego wyprodukowanych przez Henry Plas z Brukseli i Rathgebera. Przebudowę przeprowadzono w Rathgeberze. Zmodernizowane wagony miały zamknięte platformy i otrzymały sprzęgi śrubowe, aby możliwe było ich połączenie z wagonami silnikowymi. Na drewnianych ławkach ustawionych bokiem do kierunku jazdy znajdowały się 24 miejsca siedzące. Po 1900 r. 23 doczepy otrzymały nowocześniejsze wózki; po przebudowie oznaczono je jako podtyp a 1.43.